# 송우혜
송우혜(宋友惠, 1947년 12월 5일 ~ 2024년 12월 29일)는 간호원을 지낸 전력이 있는 대한민국의 여성 소설가 겸 수필가이다. 본관은 은진(恩津)이다.

## 생애

### 생애 초기
서울에서 당시 17세였던 아버지 송우규(宋祐奎)와 당시 21세였던 어머니 박율봉(朴栗峯)의 슬하 1남 3녀 가운데 장녀(長女)로 출생하였다.

### 문단에 데뷔한 동기와 이후 문학가 활약
서울대학교 간호학과 중퇴 이후 23세 때였던 1969년 간호원 첫 입문을 하였으며 이후 서울 연세대학교 강남 세브란스 병원 소속 간호원을 역임하다가 1980년 동아일보에 소설 《옛 야곱의 싸움》이 당선되어 소설가 등단하였고 이후 1983년에 간호사 직위를 사직하였다.
이후 1985년에는 수필가로도 등단하였다.

## 작품

### 소설
- 《옛 야곱의 싸움》
- 《서투른 자가 쏘는 활이 무섭다》
- 《투명한 숲》
- 《하얀 새》
- 《고양이는 부르지 않을 때 온다》
- 《벽도 밀면 문이 된다》
- 《스페인 춤을 추는 남자》
- 《황태자의 동경 인질살이》
- 《왕세자 혼혈결혼의 비밀》
- 《못생긴 엄상궁의 천하》
- 《마지막 황태자 세트》
- 《평민이 된 왕 이은의 천하》

### 수필
- 《14년간의 간호사 경력자》
- 《저울과 칼》

### 평전
- 《윤동주 평전》
- 《9인의 명사 이순신을 말하다》

## 가족 관계

### 직계 가족 관계
- 아버지: 송우규(宋祐奎, 1931년 3월 20일 ~ 2018년 4월 8일) - 16세 때였던 1946년 11월 10일을 기하여 4년 연상의 박율봉(朴栗峯)과 결혼하여 이후 슬하 1남 3녀(4남매)를 둠.
- 어머니: 박율봉(朴栗峯, 1927년 8월 30일 ~ 2013년 6월 13일)

### 방계 친척 관계
- 큰아버지: 송몽규(宋夢奎, 1917년 9월 29일 ~ 1945년 3월 10일)
- 고모: 송한복(宋韓福, 1923년 7월 3일 ~ 2012년 2월 29일)

송우혜(宋友惠)의 큰아버지(伯父, 백부)는 독립운동가 겸 수필가 송몽규(宋夢奎, 1917년 9월 29일 ~ 1945년 3월 7일)인데 송몽규는 항일 민족 시인 겸 수필가 윤동주(尹東柱, 아명(兒名)은 윤해환(尹海煥), 1917년 12월 30일 ~ 1945년 2월 16일)와 시인 겸 건축사학 저술가 윤일주(尹一柱, 아명(兒名)은 윤달환(尹達煥), 1927년 11월 23일 ~ 1985년 11월 28일)와 중화인민공화국 랴오닝성 선양 거류 시인 겸 중공 선양 지역의 전직 중학교 교사 출신인 윤광주(尹光柱, 아명(兒名)은 윤별환(尹別煥), 1930년 6월 19일 ~ 1966년 10월 8일)와 지난날 중화인민공화국 헤이룽장성 하얼빈 지역의 전직 중학교 교사 출신인 윤범환(尹範煥, 1932년 9월 29일 ~ 1967년 8월 23일)의 고종사촌 형이다.